# Yuri Shimai
Yuri Shimai (百合姉妹) est un magazine de prépublication de manga trimestriel de l'éditeur Magazine Magazine. Démarré le 28 juin 2003, il est l'un des tout premiers magazines spécialisés dans le yuri, en publiant des séries et one shot mangas ainsi que des light novels. Le magazine ferme ses portes en février 2005 après seulement cinq numéros. L'éditeur Ichijinsha le relance en juillet 2005 sous le nom de Comic Yuri Hime.

## Histoire
Yuri Shimai est fondé par Seitarō Nakamura : inspiré à la fois par le yuri Maria-sama ga miteru et par le genre du boys' love, il décide de fonder un magazine consacré au yuri. Pour cela il se tourne vers l'éditeur Magazine Magazine, connu pour publier le magazine June, l'un des principaux magazines boys' love de l'époque.
Le premier numéro est publié le 28 juin 2003 et est reconnu comme étant le premier véritable magazine consacré au yuri, même si en réalité il succède à deux autres magazines yuri qui n'avaient pas connu le succès : Le magazine EG de l'éditeur Movic au milieu des années 1990, et le magazine Yuri tengoku par l'éditeur Daitosha en 2003 , ainsi que plusieurs tentatives de magazines lesbiens et pornographiques,.
Yuri Shimai est adressé aux femmes, plutôt jeunes. Chaque numéro fait environ 200 pages, colorisées en couleurs pastels avec une prédominance pour le rose, les couvertures sont quant à elles toutes réalisées par Reine Hibiki, l'illustratrice de Maria-sama ga miteru. Les auteurs des mangas publiés dans le magazine viennent principalement de magazines shōjo, josei et boys' love, et sont majoritairement des femmes.
Les chiffres de vente de Yuri Shimai avoisinent les 75 000 unités, mais il ferme ses portes en février 2005, le 6e numéro prévu pour ce même mois ne verra jamais le jour. Nakamura explique que le magazine a fermé du fait qu'il ne correspondait pas aux standards de vente de Magazine Magazine, quand Yukari Fujimoto, spécialiste en manga, y voit plutôt une marque de désintérêt de l'éditeur pour le genre yuri.
Nakamura relance le magazine en juillet 2005 chez l'éditeur Ichijinsha sous le nom de Comic Yuri Hime. Le nouveau magazine reprend exactement la même ligne éditoriale que Yuri Shimai ainsi que la majorité des auteurs qui y avaient participé.

## Liste des séries
Toutes les séries débutées dans Yuri Shimai ont été reprises par Comic Yuri Hime.
| No  | Titre japonais                   | Transcription                           | Titre français         | Première publication | Dernière publication | Auteur (Dessinateur) | Scénariste |
| --- | -------------------------------- | --------------------------------------- | ---------------------- | -------------------- | -------------------- | -------------------- | ---------- |
| 001 | くちびるためいきさくらいろ       | Kuchibiru Tameiki Sakurairo             | Secret Girlfriends     | 2003.01              | —                    | Milk Morinaga        | —          |
| 002 | ストロベリーシェイク Sweet       | Sutoroberī Sheiku Sweet                 | Strawberry Shake Sweet | 2003.01              | —                    | Shizuru Hayashiya    | —          |
| 003 | 初恋姉妹                         | Hatsukoi Shimai                         | —                      | 2003.01              | —                    | Mizuo Shinonome      | Mako Komao |
| 004 | 春夏秋冬                         | Haru Natsu Aki Fuyu                     | Elles                  | 2003.01              | —                    | Taishi Zaō           | Eiki Eiki  |
| 005 | ことのはの巫女とことだまの魔女と | Kotonoha no miko to kotodama no majo to | —                      | 2004.02              | —                    | Miyabi Fujieda       | —          |
| 006 | Voiceful                         | Voiceful                                | —                      | 2004.03              | —                    | Nawoko               | —          |